# Boquiñeni
Boquinyeni (en castellà: Boquiñeni) és un municipi d'Aragó situat a la província de Saragossa i enquadrat a la comarcar de la Ribera Alta de l'Ebre.